# Massonia sessiliflora
Massonia sessiliflora är en sparrisväxtart som först beskrevs av Moritz Kurt Dinter, och fick sitt nu gällande namn av Ined. Massonia sessiliflora ingår i släktet Massonia och familjen sparrisväxter. Inga underarter finns listade i Catalogue of Life.